# خوسيه سالومون
خوسيه سالومون (بالإسبانية: José Salomón)‏ (9 يوليو 1916 في الأرجنتين - 22 يناير 1990) هو لاعب كرة قدم أرجنتيني في مركز الدفاع، شارك في كأس أمريكا الجنوبية 1946 وكأس أمريكا الجنوبية 1942 وكأس أمريكا الجنوبية 1945. وشارك مع منتخب الأرجنتين لكرة القدم. أما مع النوادي، فقد لعب مع تاليريس ونادي راسينغ ونادي ليفربول.

## وصلات خارجية
- خوسيه سالومون على موقع قاعدة بيانات كرة القدم.إي يو (الإنجليزية)
- خوسيه سالومون على موقع ناشيونال فوتبول تيمز (الإنجليزية)